# Emiliano Moretti

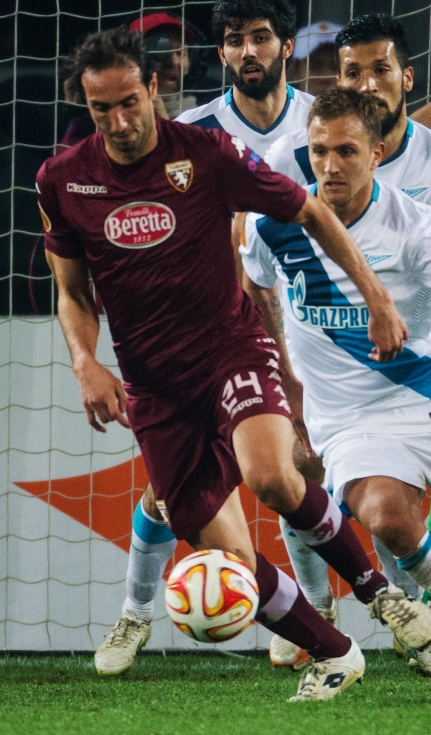
Moretti i Torino 2015

Emiliano Moretti, född 11 juni 1981 i Rom, är en italiensk före detta fotbollsspelare (försvarare) som sedan sommaren 2013 till 2019 spelade för Torino FC. Moretti har tidigare spelat i bland andra Fiorentina, Juventus, Valencia och Genoa.
Under sin tid i det italienska U21-landslaget var Moretti med och U21-EM 2004, han har även vunnit brons vid OS 2004.